# Shoah en Norvège
Pour un article plus général, voir Shoah.

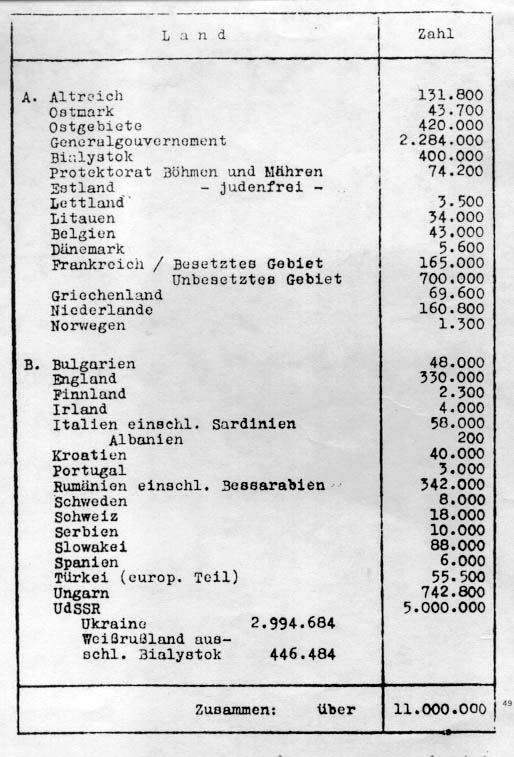
Liste d'Adolf Eichmann présentée lors la conférence de Wannsee en 1942. Elle détaille le nombre de juifs dans chaque pays. L'estimation est de 1 300 en Norvège.

Dans le cadre de la Shoah en Norvège durant l'occupation du pays par le Troisième Reich, plus de 750 juifs sont déportés en 1942 et 1943 avec l'accord et la participation du gouvernement de collaboration dirigé par Vidkun Quisling,. La majorité des déportés trouvent la mort à Auschwitz, seule une trentaine de personnes survivent.

## Contexte d'avant-guerre

### Communauté juive
En 1814, le deuxième paragraphe de la Constitution norvégienne interdit aux juifs d'entrer en Norvège. Après plusieurs tentatives infructueuses, ce paragraphe juif (en) est retiré en 1851. En 1900, on recense environ 700 juifs dans le pays. Le nombre double en vingt ans. En 1927, le parlement adopte une loi sur l’immigration qui restreint l'arrivée de juifs en provenance de l'Europe de l'Est.
Face aux évènements en Allemagne, et en particulier après la Nuit de Cristal de novembre 1938, la communauté juive de Norvège se mobilise, et des associations comme Jødisk Hjelpeforening et Nansenhjelpen sont créées pour tenter d'aider les réfugiés juifs à financer leur entrée en Norvège. Des séjours de vacances sont par exemple organisés dans le but de faire rester les enfants juifs étrangers de manière permanente dans le pays.
En 1938, la Norvège accueille 500 réfugiés juifs. Juste avant la début de la Seconde Guerre mondiale, la communauté juive norvégienne compte environ 2 100 personnes. Elle est principalement présente dans les deux plus grandes villes du pays, Oslo et Trondheim.

### Antisémitisme
Dans les années 1930, l'antisémitisme est principalement représenté sur la scène politique par le Nasjonal Samling, fondé en 1933 par Vidkun Quisling. Il ne s'agit cependant que d'un parti de niche, qui réalise des scores très faibles aux élections nationales comme locales.

## Premières années d'occupation
En avril 1940, les communautés juives sont forcées de recenser le nombre de « juifs purs » en Norvège. En mai, les commerces juifs dans le comté d'Østfold, cinq seulement, doivent être identifiés comme tels. Sous la pression populaire, le gouvernement fait marche arrière. Le même mois, la première mesure anti-juive nationale est introduite : toutes les radios qui appartiennent à des juifs sont saisies.
Tous les partis politiques sauf le Nasjonal Samling sont interdits le 25 septembre 1940. Les premières arrestations d’individus ont lieu à l'automne.
Le premier juif norvégien à être victime de la Shoah est Benjamin Bild, déporté au camp de Gross Rosen et mort le 26 décembre 1941. En mai 1941, Moritz Rabinowitz (en) est déporté à Sachsenhausen, officiellement en tant que prisonnier politique, où il meurt le 27 février 1942.
En janvier 1942, à la demande de Wilhelm Rediess, le ministre de la Police Jonas Lie ordonne que les cartes d'identité des juifs soient tamponnées d'un « J ». Le 10, une circulaire à ce sujet est distribuée dans les districts de police et le 20, la majorité des journaux du pays publient l'annonce à destination de la population. Cette mesure concerne les individus ayant trois grands parents juifs qui appartiennent à la communauté Mosaïque (communauté juive d'Oslo (en)), les personnes appartenant elles-mêmes à cette communauté et les personnes mariées à une personne juive. Dans le même temps, les juifs recensés doivent remplir un questionnaire sur leur famille, leur travail, leurs connexions... En tout, 1 582 personnes (dont 1 428 de plus de 15 ans) sont recensées.
En mars 1942, l'article 2 de la Constitution est rétabli. Un an plus tôt, Quisling avait fait un discours pour l'ouverture de l'Institut de recherche sur la question juive à Francfort, dans lequel il décrivait les effets négatifs présumés de l'amendement de 1851.
Le 7 mars 1942 mois, cinq personnes accusées de déclarations anti-allemandes, dont quatre juifs, sont exécutées à Trondheim.

La propagande antisémite du Nasjonal Samling devient particulièrement agressive à partir de l'été 1942. Le journal du parti, Fritt Folk, et des magazines comme Hirdmannen ou Germaneren partagent des théories complotistes sur les Juifs, accusés d'être des parasites qui menacent de détruire le « peuple nordique ». Les leaders du parti relaient aussi ces idées lors de discours et de rallies.

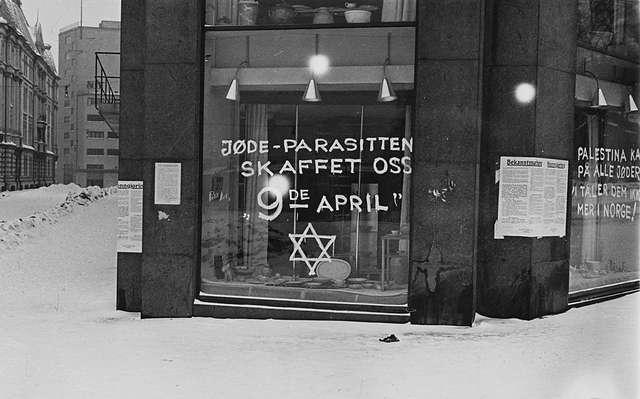
Graffiti antisémite à Oslo en 1941.

## Arrestations et déportations

### Planification et arrestations en 1942
- Août : Onze juifs sont arrêtés, dont le rabbin de la congrégation juive.

- 7 octobre : Gerhard Flesch ordonne l'arrestation de tous les juifs de sexe masculin âgés de plus de 14 ans dans la région de Trondheim[18].
- 12 octobre : Tenter de fuir le pays est désormais passible de la peine de mort. Les personnes qui aident les fuyards sont aussi concernés.
- 22 octobre : Un agent frontalier et membre du Nasjonal Samling, Arne Hvam (no), est tué près de la frontière suédoise par un résistant qui guidait des juifs hors du pays. Cet incident sert de prétexte au gouvernement pour initier l'arrestation de grande ampleur des juifs du pays[19].
- 26 octobre : Début de l'arrestation de tous les juifs de sexe masculin du pays, réalisée conjointement par les forces de police norvégiennes et allemandes[19]. Pour cela, le gouvernement Quisling passe une loi qui permet d'arrêter toute personne que l'on suspecte d'activités hostile à la population ou à l'état. Il légifère aussi la confiscation des biens de la population juive[1].
- 25 - 26 novembre : Les arrestations s'étendent à tous les juifs, incluant femmes et enfants[1].

### Camps de concentration en Norvège
Pendant l'occupation, plus de 700 camps de concentration (en) sont établis en Norvège. Au côté de prisonniers politiques et de prisonniers de guerre, de nombreux juifs y sont internés, dans l'attente de leur départ vers des camps en Allemagne ou en Pologne. C'est le cas, par exemple, du camp de concentration de Berg. Environ 300 juifs arrêtés lors de la première semaine d'arrestations y sont internés. Les juifs du nord de la Norvège sont internés dans le camp de Sydspissen (en). Certains sont internés dans le camp de Grini, environ 200 parmi les 20 000 prisonniers.

### Transport vers le Reich allemand
Le 19 novembre 1942, le MS Monte Rosa quitte le camp de Grini, en périphérie d'Oslo, pour l'Allemagne. 20 juifs sont présents au côté de prisonniers norvégiens et de soldats allemands. La plupart d'entre eux ont été arrêtées en août et septembre, comme Nathan Fein (no), un des derniers juifs norvégiens à être tués pendant la Seconde Guerre mondiale. Comme tous les convois suivants, les juifs sont destinés à être transférés jusqu'au camp de concentration d'Auschwitz après leur arrivée sur la terre ferme.

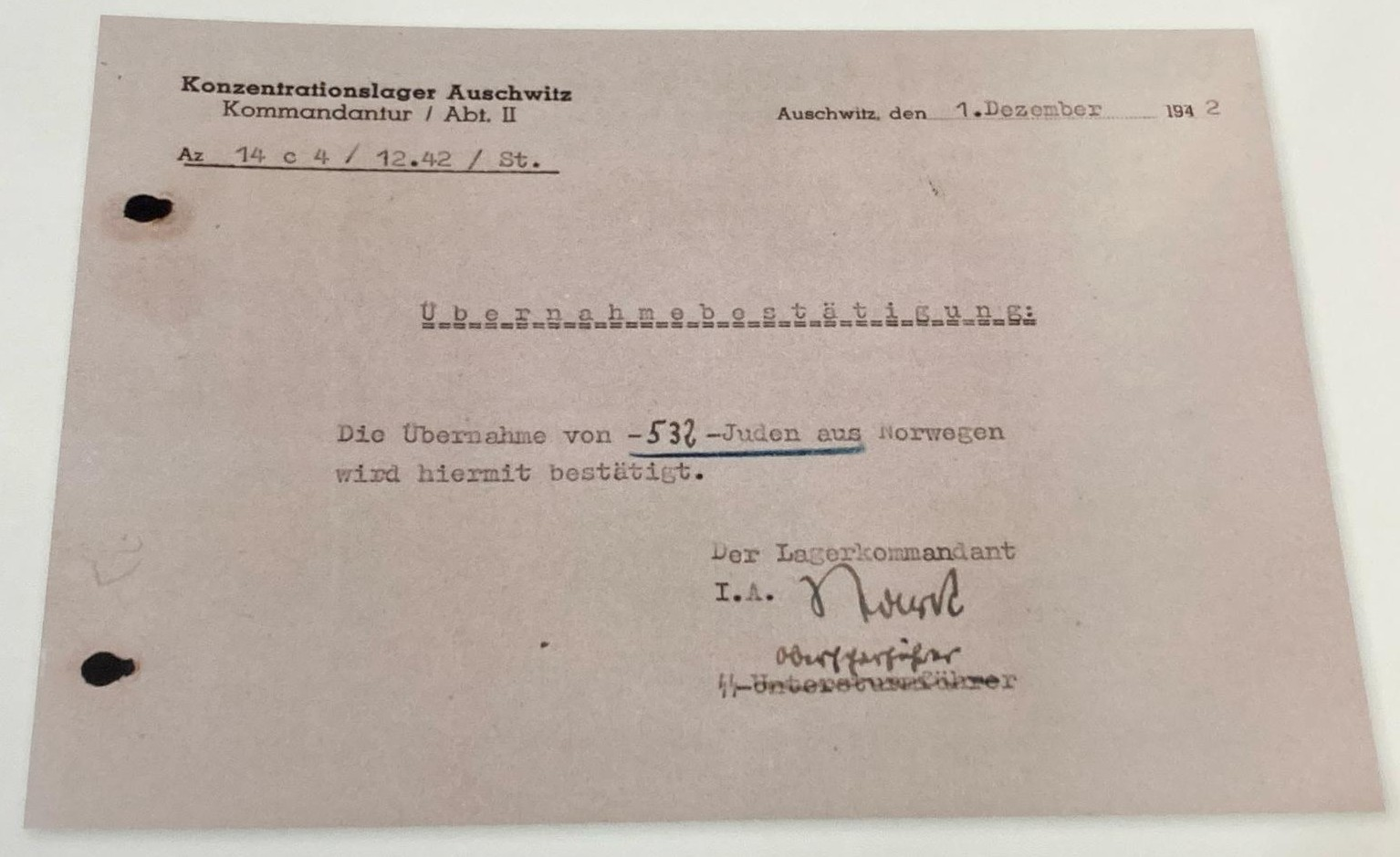
Preuve de l'arrivée des juifs déportés sur le Donau à Auschwitz.

Le navire revient à Oslo et ré-embarque une vingtaine de juifs le 26 novembre, dont deux des rares survivants à la déportation, Leif Wolfberg (no) et Josef Berg (no).
Le plus gros transport a également lieu le 26 novembre 1942 à bord du SS Donau. Le navire part du port d'Oslo à destination de Stettin en Allemagne (aujourd'hui Szczecin en Pologne), avec à son bord 532 juifs, dont les hommes internés à Berg. La composition du convoi est de 302 hommes, 188 femmes et 42 enfants. L'officier SS Klaus Grossmann (no) est le chef de la sécurité sur le port et sur le navire. En raison du mauvais temps, le Donau stationne un temps à l'extérieur de Copenhague. Le navire arrive à Stettin le 30 novembre au soir. Par train, les déportés atteignent Auschwitz le 1er décembre.
Le dernier gros transport a lieu le 24 février 1943. Le navire MS Gotenland (en) transporte 158 Juifs, principalement des habitants de la région de Trondheim et du nord du pays, et arrive à Stettin le 27 février. Comme le nombre de déportés est jugé trop faible pour justifier un transfert direct vers Auschwitz, le groupe est transféré à Berlin, dans l'attente de l'arrivée de plus de juifs. Après plusieurs jours d'attente, les déportés partent vers le camp, où ils arrivent le 3 mars.

### Auschwitz
Parmi les déportés à bord du Donau, 125 personnes survivent à la première semaine dans le camp, toutes les femmes sont tuées à leur arrivée. Seuls 9 hommes survivent à la déportation. Comme les déportés venants d'autres pays, les juifs norvégiens sont assignés à différents travaux forcés qui les déciment petit à petit et subissent la sélection vers les chambres à gaz. Quelques d'entre eux sont sélectionnés pour être cobayes dans les expériences des médecins nazis.

## Juifs tués en Norvège
23 juifs sont exécutés ou tués au combat en Norvège.

## Fuite et résistance
La Résistance norvégienne vient en aide aux juifs qui cherchent à s'enfuir vers la Suède neutre, à travers des opérations comme le Carl Fredriksens Transport (en). Entre 925 et 930 parviennent à franchir la frontière pendant six semaines. En tout, 60% de la population juive fuit la Norvège. Les autorités suédoises tentent également de naturaliser autant de juifs norvégiens qu'elles le peuvent. En mars 1945, elles obtiennent que soixante-quatre juifs ayant contracté des mariages mixtes soient libérés du camp où ils étaient enfermés en Norvège et envoyés en Suède.
Entre trente et quarante juifs parviennent à rester en Norvège sans être déportées en vivant sous de fausses identités, dans des hôpitaux ou des maisons de retraite.
42 Norvégiens sont reconnus comme Justes parmi les nations. En 2017, quatre personnes ayant participé aux transports de Carl Fredriksen sont honorées à titre posthume par Israël pour leur opération de sauvetage.

## Après-guerre

### Communauté juive
Après la libération des camps de concentration et la fin de l'occupation, les juifs survivants retournent en Norvège. C'est également le cas pour ceux réfugiés en Suède, à l'exception de quelques familles souhaitant s'établir de manière durable.
La synagogue d'Oslo rouvre en octobre 1945. Le recensement de 1946 compte seulement 559 personnes appartenant à la communauté juive de la capitale. En mai 1947, le Norvège accueille près de 400 réfugiés juifs et qui étaient dans des camps pour personnes déplacées. Beaucoup d'entre eux finissent par partir vers Israël ou les États-Unis.

### Compensation la confiscation des biens
En mai 1995, le quotidien Dagens Næringsliv publie un article sur les pertes financières subies par la communauté juive norvégienne durant l'occupation. Il révèle par exemple le fait qu'une grande partie des biens confisqués aux propriétaires juifs ne leur ont pas été correctement restitués après la guerre, à eux et à leurs descendants. En réponse à la médiatisation, le ministre de la Justice forme une commission le 29 mars 1996 pour enquêter sur ce qu'il est advenu de ces biens. Le rapport remis au ministère en juin 1997 arrive à la conclusion suivante : les pertes sont estimées à 108 millions de couronnes norvégiennes, mais l'opinion des membres minoritaires indique que les pertes seraient plus importantes, car il faut prendre en compte les évènements autour et les effets de la perte des biens.
Après la publication du rapport, le gouvernement présente des excuses publiques et décide d'entamer un processus de compensation financière. En 1998, il propose une compensation de 445 millions de couronnes, avec une restitution collective et individuelle. La proposition est adoptée par le Storting le 11 mars 1999. La partie collective, de 250 million de couronnes, est divisée en trois parties : 150 millions pour soutenir la culture et la communauté juive en Norvège, 60 millions pour soutenir le développement, en dehors de la Norvège, des traditions et de la culture que les nazis voulaient éradiquer, et 50 millions pour le Centre d'étude sur l'Holocauste et les minorités religieuses (en). La partie individuelle est de 200 millions, pour les survivants et leurs descendants.

### Responsabilités et procès
A la fin de la guerre et jusqu'en 1948 ont lieu les procès des collaborateurs norvégiens. La responsabilité dans l'Holocauste n'y occupe pas une place centrale. Wilhelm Wagner (no), chef du département de la Gestapo pour les questions juives, fut le seul à être reconnu coupable de complicité intentionnelle de meurtre dans la déportation des juifs de Norvège. Condamné à mort en 1946, sa peine est commuée en 20 ans de travaux forcés et il est gracié en 1951. Knut Rød (en), inspecteur de police qui a mené les arrestations, est acquitté.
En 1967, Hellmuth Reinhard (en), chef de la Gestapo à Oslo de 1942 à 1945 ayant joué un rôle central dans l'arrestation des juifs de Norvège, est jugé à Baden-Baden. Il est condamné à cinq ans de prison et est libéré en 1970.

## Mémoire

### Recherche et souvenir
Depuis 2002, la Norvège commémore la Journée internationale dédiée à la mémoire des victimes de l'Holocauste, qui a lieu le 27 janvier. Elle devient membre de l'Alliance internationale pour la mémoire de l'Holocauste en 2003.
Fondé en 2001, le Centre d'étude sur l'Holocauste et les minorités religieuses (en) travaille sur l'Holocauste. Il possède aussi un centre de documentation et des expositions ouvertes au public. Le Centre Falstad (en), situé sur l'ancien camp de concentration du même nom, est établi et 2000 et ouvre en 2006. Un musée, construit en 1985, est associé au centre.
Le musée juif d'Oslo et le musée juif de Trondheim proposent également des expositions et des collections en lien avec le sort des juifs norvégiens durant la Seconde guerre mondiale,.

### Monuments et plaques

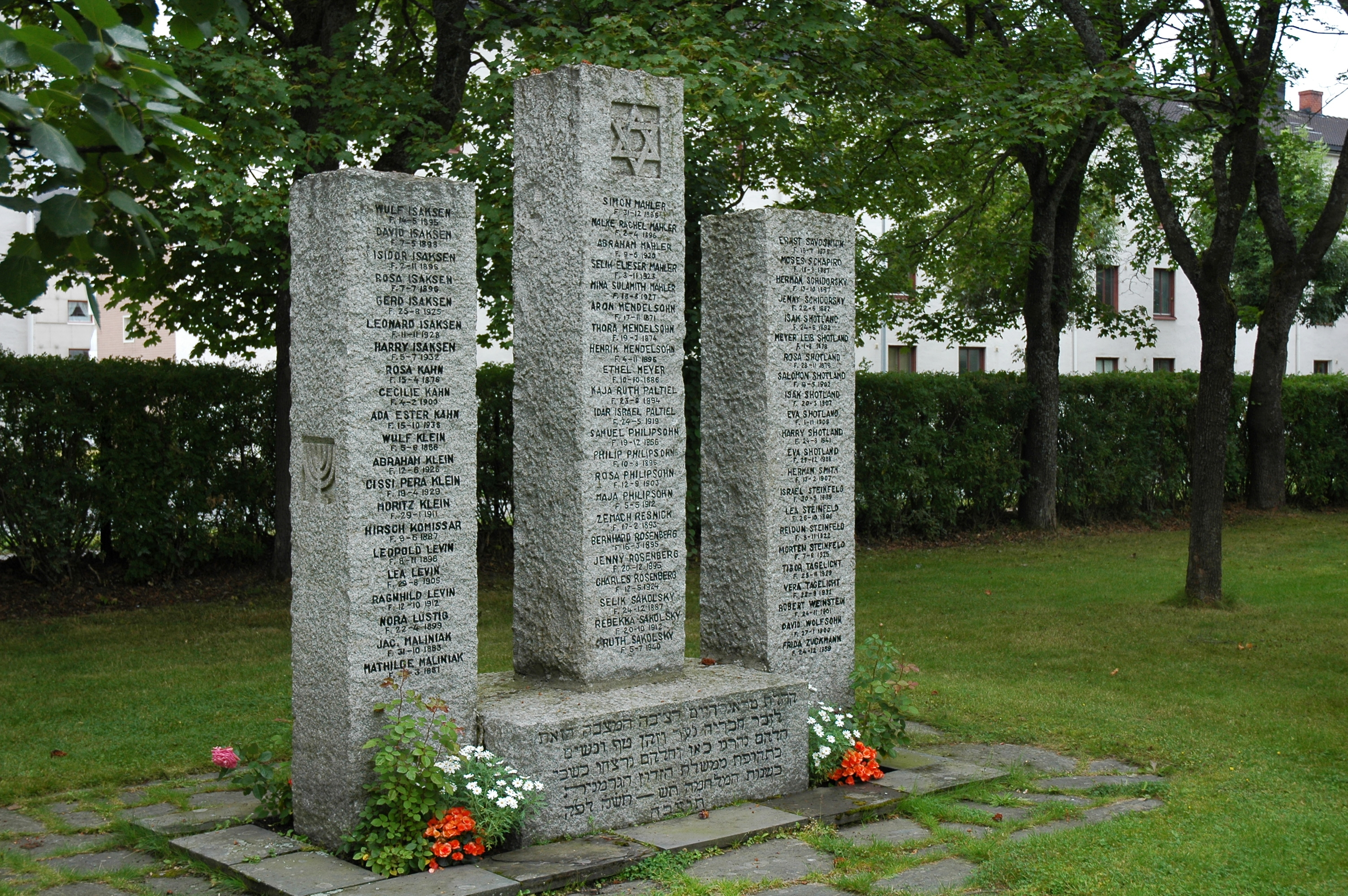
Mémorial au cimetière juif de Trondheim.

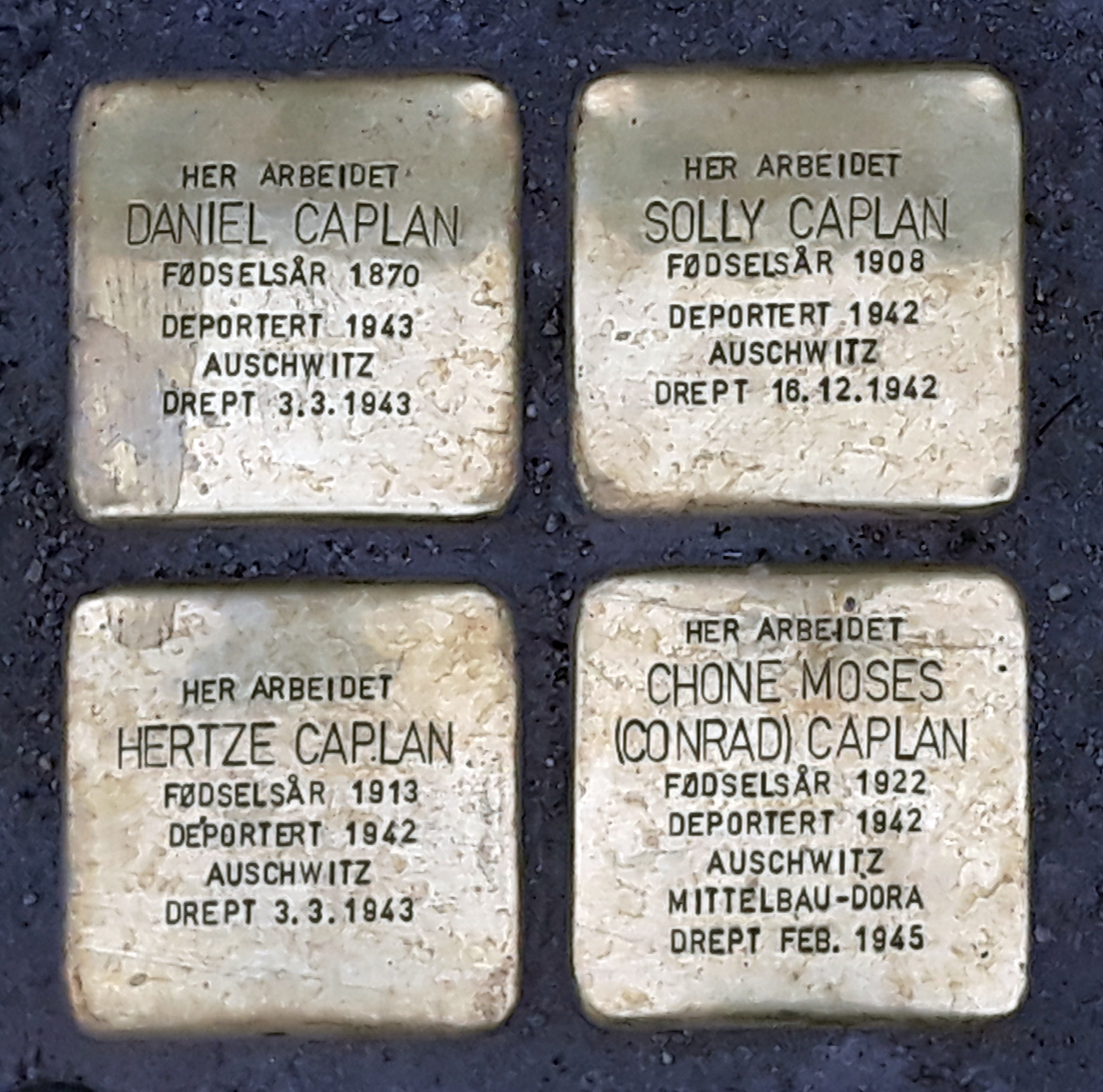
Stolpersteine pour la famille Caplan à Tromsø.

Dans le cimetière près de l'église Veøy de Sølsnes, une pierre commémorative célèbre la mémoire de quatre réfugiés juifs tchécoslovaques déportés à Auschwitz en 1943. Un mémorial est érigé dans le cimetière juif de Trondheim. Il compte environ 130 noms.
Des snublesteiner (stolpersteine, pierres sur lesquelles on trébuche) sont installées dans de nombreuses rues norvégiennes, devant les maisons où des victimes de l'Holocauste vivaient avant leur déportation,.
Le « Site du souvenir » (Stad for erindring), mémorial installé en 2000 à l'extérieur de la forteresse d'Akershus à Oslo et constitué de huit chaises vides en acier, est classé comme protégé en 2022. Dans un parc près de la station de métro Carl Berners plass, un lieu commémore l'opération de sauvetage connue sous le nom de code Carl Fredriksens Transport (en).

### Excuses publiques
En 2012, à l'occasion de la Journée internationale dédiée à la mémoire des victimes de l'Holocauste, le premier ministre norvégien Jens Stoltenberg prononce un discours dans le port d'Oslo, où ont embarqué le 26 novembre 1942 532 juifs sur un bateau à destination de camps de concentration nazis. Il reconnait officiellement le rôle de la police norvégienne dans la déportation des juifs.
La même année, le commissaire de la police nationale, Odd Reidar Humlegård (en), déclare au journal Dagsavisen : « Je souhaite, au nom de la police norvégienne et de ceux qui ont participé à la déportation des Juifs norvégiens vers les camps de concentration, présenter mes excuses. »
En 2015, le responsable des relations publiques des Chemins de fer norvégiens, Åge-Christoffer Lundeby, déclare : « Le transport des Juifs destinés à la déportation et l’utilisation de prisonniers de guerre sur la ligne du Nordland constituent un chapitre sombre de l’histoire de la NSB.»

### Dans la littérature et les arts
Le premier livre sur la déportation des Juifs de Norvège est publié en 1949 par Moritz Nachsternles sous le nom de Falskmyntner i blokk 19 (Faux-monnayage dans le bloc 19). Il est republié ultérieurement sous le titre Falskmynter i Sachsenhausen. En 1976, ce sont le livre d'Herman Sachnowitz, Det angår også deg (Cela te concerne aussi) et la série américaine Holocaust, sortie deux ans plus tard, qui attirent l'attention du public norvégien sur la question.
En 1958, le film I slik en natt (en) s'inspire de l'histoire vraie du sauvetage d'enfants juifs réfugiés et de leur évasion vers la Suède.
En 2003, Espen Søbye publie Kathe, alltid vært i Norge, la biographie de Kathe Lasnik, une jeune fille juive déportée et assassinée à 15 ans à Auschwitz. En 2017, il est désigné deuxième meilleure biographie norvégienne publiée après 1945 et, en 2018, est sélectionné parmi les dix meilleurs ouvrages de non-fiction scandinaves des années 2000. Le livre est traduit en anglais en 2019 sous le titre de Kathe - Always Been in Norway.
Sorti en 2020, le film Den største forbrytelsen (en anglais : Betrayed (en)) raconte l'histoire vraie du boxeur norvégien Charles Braude et de sa famille, arrêtés et dont certains membres sont assassinés à Auschwitz.